# Klimeschiopsis
Klimeschiopsis is een geslacht van vlinders van de familie tastermotten (Gelechiidae).

## Soorten
- K. afghana Povolny, 1968
- K. discontinuella (Rebel, 1899)
- K. kiningerella (Duponchel, 1843)
- K. terroris (Hartig, 1938)